# Guido de Enghien
Guido de Enghien (en griego: Γκυ ντ' Ενγκιέν; fallecido en 1377), fue señor de Argos, Nauplia y Kiveri desde 1356 hasta 1376 como vasallo del Principado de Acaya y duque titular de Atenas como Guido III. Era el hijo de Gualterio III de Enghien e Isabel de Brienne y hermano de Luis, Sigerio, Juan y Gualterio.
Se casó con Bona de Foucherolles y su hija María fue su heredera en Argos y Nauplia. En 1356 recibió los feudos de Argos, Nauplia y Kiveri, sin embargo puso un bailío en Nauplia. En 1363 tuvo que ir a la misma Nauplia después que una revolución estalló por la mala administración del bailío. En 1362 se alió con los venecianos y en 1371 con la ayuda de sus hermanos Juan y Luis reunió un ejército y atacó a los catalanes del Ducado de Atenas, pero sin éxito. Guido permaneció en Nauplia hasta su muerte en 1377.